# 20-й Нью-Йоркский пехотный полк
20-й Нью-Йоркский пехотный полк (20th New York Infantry Regiment так же United Turner Rifles) — представлял собой один из пехотных полков армии Союза во время Гражданской войны в США. Полк был набран в мае 1861 года в Нью-Йорке и участвовал во всех сражениях на Востоке, от Семидневной битвы до сражение при Бэнкс-Форд и был расформирован в июне 1863 года в связи с истечением срока службы. Часть рядовых перешла в 3-ю Нью-Йоркскую батарею.

## Формирование
Полк был сформирован полковником Максом Вебером и принят на службы штата 11 мая 1861 года, а 6-8-9 мая он был принял на службу в федеральную армию. Роты А,В,С записались на 3 месяца, остальные роты — на 2 года. В полк записывались в основном члены гимнастического общества Turner society.
Роты полка были набраны в основном в Ньюарке (А), Нью-Йорке (B, C, E и F), Нью-Йорке, Олбани и Поукепси (D), Нью-Йорке, Пукепси, Сиракузах, Рочестере и Ньюарке (G), Нью-Йорке, Бруклине, Гудзоне, Моррисании, Сугертиасе и Юнион-Хилл (Н), Бруклине, Уильясмберге и Колледж-Пойнте (I). Первым командиром полка стал полковник Макс Вебер, подполковником Фрэнсис Вейсс и майором Эглеберт Шнепп.

## Боевой путь
13 июня 1861 года полк покинул штат на пароходе Алабама и был переправлен в форт Монро на Вирджинском полуострове. Здесь его рядовым были выданы винтовки Ремингтона, и он стал снайперским полком с соответствующими шевронами на униформе. 28 августа полк участвовал в захвате форта Гаттерас в Северной Каролине. 25 сентября полк вернулся в Вирджинию. Полк стоял в лагере Кэмп-Гамильтон, но 7 октября 4 его роты были посланы в Ньюпорт-Ньюс, где участвовали в ряде перестрелок и вернулись в лагерь 20 февраля 1862 года.
Когда началась кампания на полуострове, полк был задействован для захвата Норфолка. 9 мая он погрузился на транспорта и 10 мая высадился в Оушен-Вью, после чего отправился к Норфолку, который занял в 18:00 без боя. 12 мая полк размещался на Норфолкских верфях. 15 мая полковник Вебер покинул полк и стал бригадным генералом, подполковник Вейсс получил звание полковника, а майор Шнепп стал подполковником. Вебер возглавил бригаду, сведённую из трёх полков: 20-го Нью-Йоркского, 1-го Делаверского и 58-го Пенсильванского.
3 июня полк был переброшен на базу в Уайт-Хауз на реке Поманки, куда прибыл 6 июня и отправился к Саваж-Стейшен. 9 июня он присоединился к Потомакской армии и был включён в бригаду Дэвидсона в составе дивизии Уильяма Смита (VI корпус).